# 小牧市立篠岡中学校

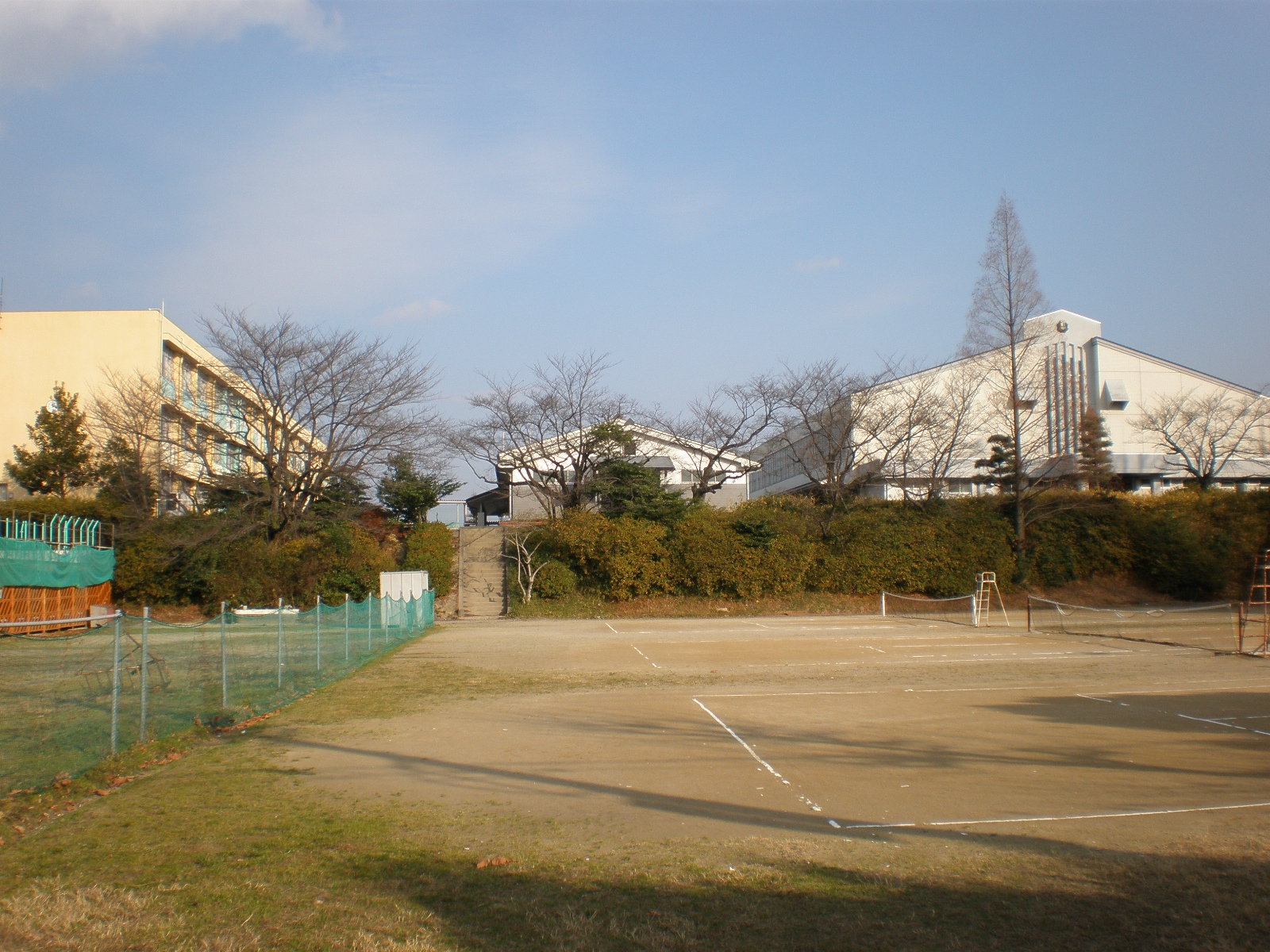
グラウンドと校舎

小牧市立篠岡中学校（こまきしりつ しのおかちゅうがっこう）は、愛知県小牧市にある市立の中学校である。

## 概要
桃花台ニュータウンにある中学校。「篠中（しのちゅう）」と呼ばれている。
また、大半の生徒が篠岡小学校の出身である。
全校生徒数は219人で小牧市内最少(2011年9月現在)。
1982年に桃陵中学校が開校し分離、1990年に光ヶ丘中学校が開校し分離した。

## 教育方針
校訓「自ら学び 心豊かに たくましく」

## 所在地
愛知県小牧市篠岡2丁目28番地

## 周辺
- 小牧市立篠岡小学校
- 東部市民センター
- 小牧市消防署東支署
- フードショップ マルマツ
- 篠岡児童館
- 桃花台第3公園
- ドンキホーテ